# São Jerônimo da Serra
São Jerônimo da Serra là một đô thị thuộc bang Paraná, Brasil. Đô thị này có diện tích 823,773 km², dân số năm 2007 là 11900 người, mật độ 14,4 người/km².